# ドラクロワ (テレビ番組)
『ドラクロワ』は、NHK総合テレビジョンで放送のバラエティー番組。

## 番組概要

民衆を導く自由の女神

いわゆるアラフォー世代をターゲットにしており、“見れば元気になる”をキーワードに、人生を変えた“ドラマチックな苦労話（くろうわ）”（＝ドラクロワ）をお笑い芸人・森三中が紹介する。
2010年5月4日に『番組たまご』枠で放送され、同年10月4日より年度下半期のレギュラー番組化。但し第1シリーズは東日本大震災の余波もあり2011年3月7日で終了。第2シリーズはその7か月後にあたる10月14日から2012年3月9日まで放送された。2012年4月13日からは、第3シーズンが2013年3月22日まで第2シリーズと同じ時間で放送された。
第1シリーズでは絵画「民衆を導く自由の女神」（ウジェーヌ・ドラクロワ画）を、文字通りの番組イメージに使い、前を向いて生きることをメッセージとしている。第2シリーズでは森三中の実写に変わった。

## 出演者
司会
- 森三中

第1シリーズ：ゲスト（主に若手男優）
- 番組たまご　田中圭
- レギュラー時　速水もこみち、田中圭、五十嵐隼士、杉浦太陽、中村俊介、荒木宏文、藤本隆宏、谷原章介、ともさかりえ(初の女性ゲスト)、佐々木蔵之介ほか

第2シリーズ：ゲスト（主に若手女優・タレント・芸人）
- レギュラー時　岡本夏生、優木まおみ、りょう、鈴木砂羽、YOU、入山法子、前田美波里、くわばたりえ、はるな愛、冨永愛、小倉優子、柳原可奈子、北陽ほか

第3シリーズ：ゲスト
- レギュラー時　大林素子、MEGUMI、出川哲朗 、スザンヌ、たんぽぽ、加藤夏希、アジアン 、小倉優子、磯野貴理子 、清水ミチコ、光浦靖子、柳原可奈子 、島崎和歌子、 ハリセンボン、釈由美子、北陽 、田中麗奈、ほっしゃん、安めぐみ、クワバタオハラ、大桃美代子、椿鬼奴、茂木健一郎、坂下千里子、安田美沙子、LiLiCo、熊田曜子、秋元才加（当時AKB48）[1]ほか

ナレーション
- 都さゆり、大江吉史（現:大江戸よし々）

## 放送時間
特記のないものはすべて総合テレビでの放送。
パイロット版
- 2010年5月4日 22:55 - 23:25

レギュラー放送
- 本放送
  - 月曜日 22:55 - 23:25（2010年10月4日 - 2011年3月7日） - 第1シリーズ
  - 翌週月曜日 17:00 - 17:30（2010年10月11日 - 2011年3月7日、BS2） - 第1シリーズ
  - 金曜日 22:55 - 23:25（2011年10月14日 - 2013年3月） - 第2シリーズ以降
    - 第3シリーズ（2012年4月13日 - ）では、東海・北陸地方は『めざせ!会社の星』の先行放送に差し替えられるため、土曜日の10:50 - 11:20に振替放送（2012年4月 - 9月）。なお、前述の時間帯は同年10月から『あなたが主役 50ボイス』の振替放送に割り当てしたため、この番組の振替放送は行われていない。
- 再放送
  - 土曜日 0:45 - 1:15（金曜深夜） - 第1シリーズ
    - 北海道地方は『INFO H』、『アナブロ』などに差し替えられているため再放送されなかった。近畿地方は『アジアセレクション』に差し替えしたが、水曜日の15:15 - 15:45に再放送。

  - 翌週水曜日 1:00 - 1:30（火曜深夜） - 第2シリーズ
    - ただし、九州・沖縄地方では『トン☆スタ』に差し替えられた（振替放送なし）。

  - 翌週火曜日 1:40 - 2:10（2012年4月 - 8月、月曜日深夜） - 第3シリーズ
  - 翌週火曜日 1:15 - 1:45（2012年9月 - 、月曜深夜） - 第3シリーズ
    - 東海・北陸地方では2012年10月から再放送の時間帯が本放送の扱いとなっている。

## テーマ曲
第1シリーズ
- Stronger Than B4 feat. Love Divinity：The Standard Club

第2シリーズ
- I'm With You (WEEKENDERS remix extended ver.)：COLDFEET

第3シリーズ